# Meškų pievos
Meškų pievos este o arie protejată (sit de importanță comunitară — SCI) din Lituania întinsă pe o suprafață de 148 ha, integral pe uscat.

## Localizare
Centrul sitului Meškų pievos este situat la coordonatele 55°12′26″N 22°20′38″E / 55.2072°N 22.3439°E.

## Înființare
Situl Meškų pievos a fost declarat sit de importanță comunitară în iunie 2005 pentru a proteja 2 specii de animale.

## Biodiversitate
Situată în ecoregiunea boreală, aria protejată conține 9 habitate naturale: Vegetație psamofilă uscată cu pășuni deschise de Corynephorus și Agrostis, Lacuri eutrofice naturale cu vegetație de tip Magnopotamion sau Hydrocharition, Pajiști uscate seminaturale și facies de acoperire cu tufișuri pe substraturi calcaroase (Festuco-Brometalia) (* situri importante pentru orhidee), Formațiuni ierboase bogate în specii de Nardus, dezvoltate pe substraturi silicioase în zone montane (și în zone submontane, în Europa continentală), Pajiști fino-scandinave uscate până la mezice, bogate în specii de altitudine mică, Liziere de ierburi înalte hidrofile de câmpie și de nivel montan până la alpin, Pajiști aluvionare boreale nordice, Fânețe de joasă altitudine (Alopecurus pratensis, Sanguisorba officinalis), Pășuni din zone de pădure fino-scandinave.
La baza desemnării sitului se află mai multe specii protejate de  nevertebrate (2): fluturele purpuriu (Lycaena dispar), Phengaris teleius.